# Ott Rezső (zeneszerző, 1981)
Ott Rezső (1981. december 31.) zeneszerző, korábban fagottművész.
Saját darabjainak komponálása mellett gyakran vállal hangszerelési feladatokat ismert komoly- és könnyűzenei együtteseknek (például: BDZ, ÓDZ, LGT, Quimby), művészeknek (mint Illényi Katica, vagy Lajkó Félix) is.

## Élete
Sváb családból származik. Édesapja kürtművész-tanár, édesanyja nem zenél. Négy testvére van: Magdolna zongora, Rita hegedű tanárok, Annamária hegedűművész, bátyja informatikus, de ő is muzsikál több hangszeren.
A könnyűzene már fiatal korától szerves része volt életének. Először édesapja templomi gitáros együttesében zongorázgatott, később rockzenekart is alapítottak, majd egyre jobban érdekelte a jazz-zongorázás is. Fagottot tanulni a Dunabogdányi Általános Iskola és Alapfokú Művészeti Iskola Zeneiskolájában kezdett Vácz Antalnál, majd Vajda Józsefnél a Bartók Béla Zeneművészeti Szakközépiskolában.
A Liszt Ferenc Zeneművészeti Egyetemen diplomázott, előbb 2005-ben, Fülemile Tibor utolsó növendékeként fagottművész, és -tanár, majd 2011-ben Vajda János tanítványaként zeneszerzés szakon szerzett oklevelet.
2005-től mindegyik nagyobb fővárosi zenekarban megfordult, de emellett egyre több átirata jelent meg a magyar zenei közéletben. Zeneszerzőként már 2008-ban, az Ifjúsági Kortárs Zenei Esteken második helyezést ért el és megosztott közönségdíjas lett, majd 2009-ben a magyarországi jezsuita rend alapításának és a Mária utcai Jézus Szíve templom felszentelésének száz éves jubileuma alkalmából meghirdetett kórusmű-pályázaton (Szokolay Sándor, Párkai István és Ugrin Gábor értékelése alapján) is a második díjat nyerte el, akárcsak 2011-ben a szegedi Vántus István Kortárszenei Napok zeneszerzői versenyén, ami döntőjébe két műve (Quartetto di primavera, A kő és az ember) is bekerült. 2012-ben a Budafoki Dohnányi Zenekar mutatta be Kürtversenyét, ami egyben egy évvel korábban egyik diplomamunkája is volt.
2014-ben már Illényi Katica hegedűművész teljes januári koncertjét, majd Lajkó Félix Végtelen (Infinity) című CD-jének anyagát is hangszerelte. Közben a Virtuózok első évadában Boros Misi részére írt két karácsonyi dalt, illetve az Óbudai Danubia Zenekar felkérésére elkészítette a népszerű LGT-dalok szimfonikus átiratát, amit 2015 januárjában mutattak be a Müpában Szimfonikus zenevonat címmel. Ez a széria fordulópontot jelentett életében és a saját darabok komponálása, a kortárs klasszikus zenei karrierjének építése mellett egyre több crossover jellegű felkérést kap. Bár még játszott több zenekarban, formációban is, a fagottozásra egyre kevesebb ideje jutott és egyre inkább zeneszerzőként alkalmazták.
Az Óbudai Danubia Zenekarnak 2015-től minden évben készített egyedi átdolgozásokból 2021 decemberében öt teljesen új énekkel kiegészülve jelent meg az Aranyszárnyú angyal című CD, a Nemzeti Énekkar közreműködésével a Fonó Records kiadásában. Közben 2018-ban, a Budavári Beethoven Zeneszerzőverseny szakmai zsűrijének döntése szerint megosztott első helyezést ért el Beethoven A távoli kedveshez című dalciklusára írt fantázia jellegű parafrázisával. Még ugyanebben az évben elkészítette az Óbudai Danubia Zenekarra a Quimby slágerek szimfonikus átiratát, ami bemutatója a Margitszigeti Szabadtéri Színpad 80. jubileumi évadjának keretében volt, Class & Roll címmel. 2019-ben pedig Tolcsvay László szimfonikus zenekarra komponált Új magyar rapszódia című művét hangszerelte, amit a Margit-szigeten az augusztus 20-i nemzeti ünnepen, a Magyar Állami Operaház főzeneigazgatója, Kocsár Balázs vezényelt.
A Covid19-pandémia alatt sem maradt tétlen. A karanténban lévő zenészeknek komponált és dolgozott át zeneműveket különböző csatornákon közzé tett videókhoz. Így születtek meg 2020 tavaszán az Óbudai Danubia Zenekar Otthonról Dolgozó Zenészek sorozata és altatódal segítő kompozíciói, vagy az In Medias Brass rézfúvós kvintett osztott képernyős házi videói közül a Mézga család főcímzenéjének átirata is. Ezen kívül vezényelte a Jammal dzsemmel az ÓDZ-vel koncertet, amelyen szimfonikus zenekarral vagy vonósötössel keverték a beatbox adta lehetőségeket.
Dunabogdányban él, ahol aktívan részt vesz a kulturális és zenei életben, vasárnapokon kántorkodik a templomban, családjával rendezvényeket is szervez. Aktívan sportol is.

## Művei
- Karácsonyi dalcsokor (kórusra és kamarazenekarra, 2017)
- Ramsey to Ramsey (6:3 – Hommage a Szepesi György, ensemble, 2018)
- Kivilágos virradatig (szimfonikus magyarnóta csokor[21] szólóhang(ok)ra és zenekarra, 2021)
- Fagottverseny (versenymű, 2021)
- Közös Hang (klasszikus zenei motívumok és cigány dallamok együttes felhasználásával, 2021)[22]
- Közös Hang 2.0 (2022)[23]

### Kamarazene
- Korálelőjáték, no 2 – "Ermunt´re dich, mein schwacher Geist" (J. S. Bach stílusgyakorlat, kamarazene)[24]
- Saxon (szonáta altszaxofonra és zongorára, 2008)[25]
- Jeszenyin-dalok (3 tétel Szergej Jeszenyin 3 versére – hegedűre, csellóra, zongorára és vibrafonra, 2008[25])
- Slidin’ Sisco (szonáta harsonára és zongorára, 2008)
- Quatre Guignols en Trois Mouvements (Fagott-kvartettre 2009)[26]
- Quartetto di Primavera (tétel fafúvósnégyesre, 2009)
- Trainoid for Three (tétel kürtre, csellóra és zongorára, 2010)
- Furioso e lamentoso (Liszt-reflexió – Elégia No. 2.,[27] tétel csellóra és zongorára, 2010)
- Larghetto; in memoriam Fülemile Tibor (3 fagottra és hárfára, 2011)
- An den alten Baum, Der Kreuzweg (2 tétel 2 képre, csellóra és zongorára, 2012)
- Shaping Strokes (tétel harsonakvartettre 2013)
- Sonatina für die allerbeste Zeit (tétel vonósötösre és zongorára, 2013)
- Anhang zum Mahlers Klavierquuartett a-moll (tétel hegedűre, brácsára, csellóra és zongorára, 2014)
- imagination (szaxofon-kvartettre, 2015)
- Herbst Quartet (fafúvóskvartettre, 2015)
- Greensleeves variations (13 variáció a „Greensleeves” angol népdalra, hegedűre, fuvolára és csellóra, 2016)
- about love; in memoriam József Vajda (fagott-együttesre, 2016)
- 3 Easy Inventions (3 könnyű tétel 2 oboára, csellóra és zongorára, 2016)
- Chanson de Printemps (3 fuvolára, 2 gitárra, csellóra és egy ütősre, 2016 )
- to the flower / A virágnak (duó hegedűre és csellóra, 2016)
- Diavolezza (tétel szóló-fagottra, 2017)
- floating differences ’14 (tétel klarinétra, tubára, hárfára és marimbára, 2014)
- An die verstorbene Verliebten / Az elhunyt szerelmeseknek (stilizált parafrázis Beethoven „A távoli kedveshez” című dalciklusára, 2018)
- Sicilianon e Capriccioso (oboára és vonósnégyesre 2018)
- Sonata fantasy (szonáta pikolóra és zongorára, 2019)
- 2 Etüd (Op.11) – hidden face; kaleidoscope i.m. (vonósnégyesre, 2020)
- Advent (4 tétel hegedűre, brácsára, harsonára és hárfára, 2020)
- Con Quijada (tétel fúvós együttesre és 3 ütöhangszeresre, Quijada szólóval, 2021)
- POUR A. – épisodes d’un printemps (zongoraötös-reflexiók Schumann „Dichterliebe” című dalciklusára, 2022)[3]

### Zenekari művek
- Symphonietta „À la carte”  (4 tétel kamarazenekarra – 2 oboa, 2 kürt, zongora & vonóskar–, 2009)[28]
- Kürtverseny (kürtszólóra és szimfonikus zenekarra, 2011)
- Clarinet concerto „for Eliza” (klarinét-szólóra és kamarazenekarra, 2012)[29]
- Two Bass in Rico (kettős verseny két szóló-tubára és fúvószenekarra, 2013)
- elle éternelle (szimfonikus költemény, 2014)
- Theremin concerto (tereminre és szimfonikus zenekarra, 2016)
- Concerto Grosso (rézfúvósötösre és szimfonikus zenekarra, 2017)
- Modernizer machine / Modernítő gép (stílus-variációk egy Mozart-menüttre, 2017)
- Concerto No. 1 per fagotto e orchestra (fagottra és kamarazenekarra, 2018)
- Madame Tisserand et son Coeur (ballett-zene szimfonikus zenekarra, 2020)
- Ouverture d’100 Ans (koncert-fúvószenekarra – hozzáadható vonóskarral, 2020)
- Fúgagyár (5 fúga hétköznapi témákból, 2020)
- Concerto No. 3 I.m.B (rézfúvósötösre és szimfonikus zenekarra, 2021)
- Átirat – Bach: Wer nur den lieben Gott lässt walten (korálfeldolgozás vonószenekarra, 2021)
- “Álkukás Mikulás” (kísérő-zene Hámori Máté „Az ál-kukás Mikulás” karácsonyi meséjéhez szimfonikus zenekarra, 2021)[30]
- Az ál-kukás Mikulás 2.0 (az “Álkukás Mikulás” újragondolása, 2022)[31]
- She’s a Woman in Love (“Petite Suite” based on the songs of Barbra Straisand, 2022)

### Vokális (a cappella) művek
- Suscipe Domine (vegyeskarra, Loyolai Szent Ignác imájára, 2009)[32]
- Vivat, Crescat, Floreat! (vegyeskarra, 2011)[33]
- Romeo´s Farewell (vegyeskarra, William Shakespeare szövege alapján, 2016)
- Domine, non sum dignus No.1 (vegyeskarra, 2020)
- Domine, non sum dignus No.2 (vegyeskarra, 2020)
- Domine, non sum dignus No.3 (vegyeskarra, 2021)
- De Profundis (kórusmű, 2022)

### Vokális művek kísérettel
- Einem Berg (Christian Morgenstern azonos című versére, mezzoszopránra, hegedűre és zongorára, 2014)
- Jana Lieder (két dal Heinrich Heine és R.M. Rilke versére, baritonra, fuvolára, klarinétra, fagottra és vonósnégyesre, 2014)
- Tavaszi szél (népdalfeldolgozás vegyeskarra és szimfonikus zenekarral, 2014)
- Missa no. 1 (mise nőikarra és kamarazenekarra, 2015)-->
- Vorbei (szopránra és vonóshármasra – hegedű, brácsa és cselló –, Rainer Maria Rilke versére, 2016)
- Psalm 45 (2 tétel kamarazenekarra, vonósötösre és zongorára, Dávid 45. zsoltára alapján, 2016)
- „Kis emberek dalai” (dalciklus Kodály Zoltán azonos című énekeskönyvének néhány dala alapján, 2017)[34]
- Te Deum Anno 2020 (oratórium vegyeskarra, szólistákra és szimfonikus zenekarra, 2021)
- Pastorale (egyszerű sanzon Weöres Sándor azonos című versére, alt-énekesre és szárnykürt szólóra, szimfonikus zenekar vagy zongora-kísérettel, 2022)

### Átiratok, hangszerelések
- Illényi Katica újévi koncert 2014. január
- Lajkó Félix: Végtelen (Infinity) koncert és CD a Budafoki Dohnányi Zenekarral, 2014[35]
- Zorán: Apám hitte dala zenekarra, kórusra
- Liszt: 2. Magyar rapszódia (Tom és Jerry zenekari anyaga) – Budafoki Dohnányi Zenekar
- Óbudai Danubia Zenekar: Szimfonikus zenevonat (LGT-dalok szimfonikusan, Müpa, 2015)
- Retro Symphonic Rock, a 60-as, 70-es, 80-as évek legnagyobb slágerei – Budafoki Dohnányi Zenekar, Wolf Kati, Homonnay Zsolt és a Budapesti Akadémiai Kórustársaság közreműködésével, 2015[36][37]
- Óbudai Danubia Zenekar: Class & Roll (Quimby slágerek szimfonikusan, Margitszigeti Szabadtéri Színpad, 2018)[15]
- Tolcsvay László: Magyar Mise – Új magyar rapszódia (Margitszigeti Szabadtéri Színpad, 2019)[38]
- Deák Tamás: Mézga család főcímzene – In Medias Brass (2020)[39]

## Diszkográfia
A lemezeken mint zeneszerző, arrangeur, hangszerelő és/vagy zenei vezető működött közre.
- In Medias Brass, Baptista Központi Énekkar: Csodáknak csodája (Miracle of miracles), Baptista Kiadó (2014)[40][41]
- Lajkó Félix: Végtelen (Infinity), Fonó Records (2014)[10]
- Puskás Levente, Váradi Judit: Saxon, Magánkiadás – címadó zenemű (2015)
- Óbudai Danubia Zenekar: Aranyszárnyú angyal, Fonó Records (2021)[13]
- Bérczesi Róbert: Én meg az Ének: Napidalok album, DANILAND Hangstúdió (hangszerelő, 2021)[42]

## Díjai
- 2008 – Ligeti-díj 2. helyezettje, Ifjúsági Kortárs Zenei Estek 2008 (fiatal zeneszerzők számára a legjobb zongorás kamarazenei mű megírásáért[43] – Saxon)[25]
- 2008 – Andrássy Kúria Kft. különdíja a második legtöbb közönségszavazatot elért mű szerzőjének, IKZE 2008 (Saxon, megosztva Bella Mátéval)
- 2009 – 2. díj a Jézus Szíve templom Musica Sacra kórusának egyházzenei pályázatán (Suscipe Domine)
- 2011 – 2. díj a Vántus István Társaság V. Zeneszerzői Versenyén (Quartetto di primavera)[8]
- 2018 – Budavári Beethoven Zeneszerzőverseny I. díj (megosztva Oláh Patrik Gergővel)
- 2019 – Dunabogdány Kultúrájáért Díj (a község kulturális életében kifejtett sokoldalú, kimagasló színvonalú teljesítménye, valamint lelkes, önzetlen közösségi munkája elismeréseként)[44]
- 2020 – a Müpa a 15., jubileumi évada alkalmából meghirdetett zeneműpályázatának díjazottja vokálszimfonikus művek kategóriában (Te Deum Anno 2020)[45]